# Mettmecke
Die Mettmecke ist ein 4,8 km langer, orografisch rechter Nebenfluss der Linnepe im nordrhein-westfälischen Hochsauerlandkreis. 

## Geographie

### Verlauf

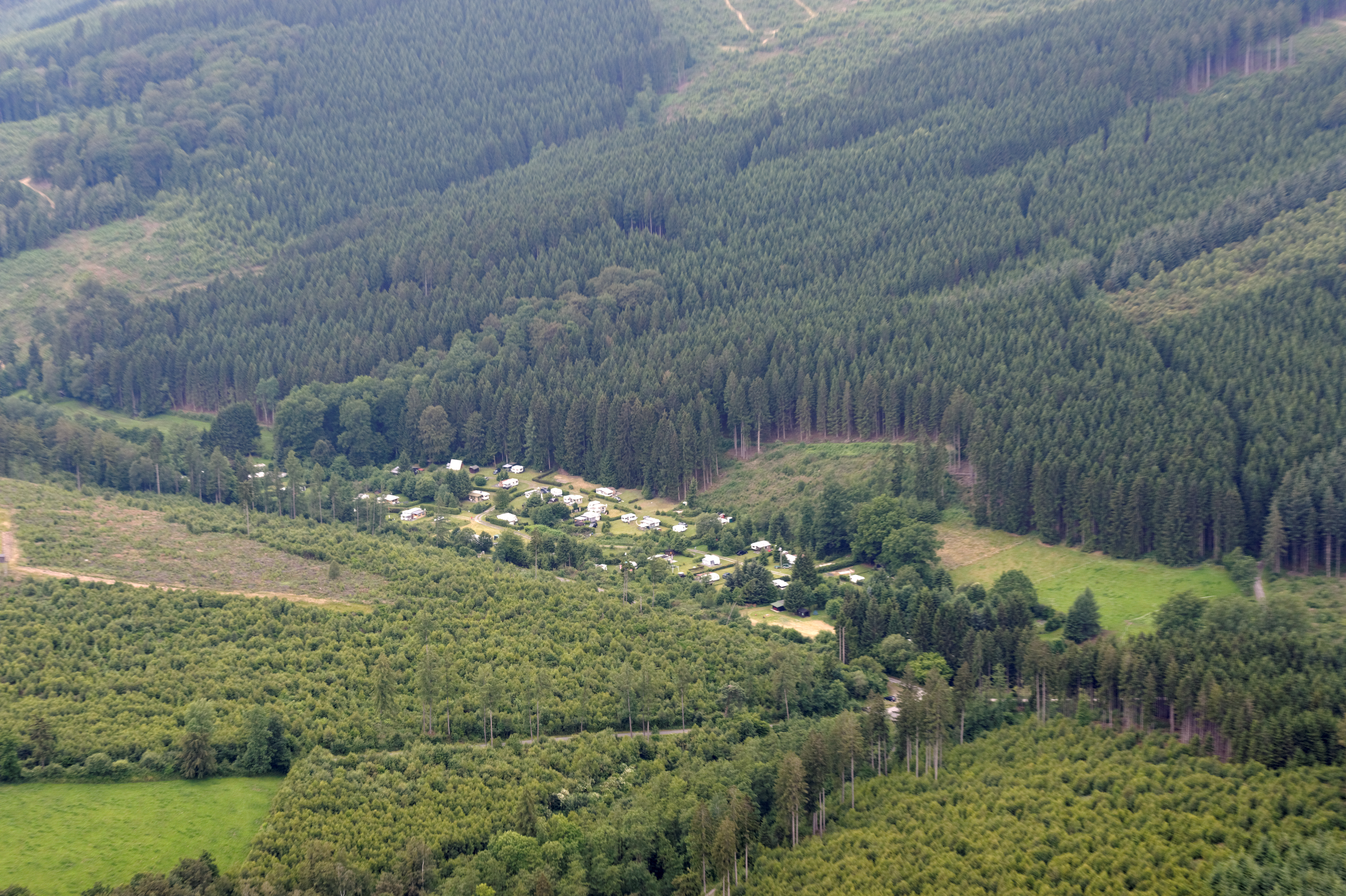
Mettmecketal mit dortigem Campingplatz

Der Bach entspringt nördlich von Hellefeld auf einer Höhe von 479 m ü. NN an der Hellefelder Höhe. Von hier aus fließt er zunächst in westliche Richtung und später nach Südwesten. In Westenfeld bei Gut Schnellenhaus mündet er auf 275 m ü. NN von rechts in die Linnepe. 
Die Quelle und Oberlauf liegt im Landschaftsschutzgebiet Sundern. Der Unterlauf der Mettmecke bis zur Mündung liegt im Landschaftsschutzgebiet Unteres Mettmecketal.
Auf ihrem 4,8 km langen Weg überwindet die Mettmecke einen Höhenunterschied von 204 m.

### Zuflüsse
- Brachtsiepen (links)
- Bormecke (rechts), 1,9 km
- Krummekesiepen (links)

## Natur
Die Mettmecke ist ungefähr je zur Hälfte ihres Laufes von Wald und Grünland umgeben. Dies führt dazu, dass ihr Lauf sehr naturnah geblieben ist. An der Mettmecke wurde die Wasseramsel als Brutvogel nachgewiesen. Als Nahrungsgast kommt der Schwarzstorch vor, welcher im Gebiet der Hellefelder Höhe brütet. Bei Gut Schnellenhaus kommt die Ringelnatter vor.